# Ruth Behar
Ruth Behar (L'Avana, 12 novembre 1956) è un'antropologa, scrittrice e regista cubana- statunitense. È docente di antropologia presso l'Università del Michigan.

## Biografia
Di origine ebraica, figlia di madre russo-sefardita e di padre giudaico-spagnolo, Ruth Behar nasce a l'Avana, Cuba, ma si trasferisce con la famiglia a New York all'età di soli quattro anni. Dopo aver conseguito il suo B.A. (Bachelor of Arts) presso la Wesleyan University nel 1977, studia antropologia culturale a Princeton. Successivamente comincia a viaggiare regolarmente in Messico e a Cuba. Dal 1991 le sue ricerche si concentrano sul suo paese natale: Cuba. I suoi viaggi e i suoi studi sulla comunità ebraica cubana vengono in seguito raccolti nel documentario da lei diretto intitolato: Adio Kerida (Goodbye Dear Love): A Cuban-American Woman's Search for Sephardic Memories (2002).
Ruth Behar è una femminista e le sue esperienze di donna ebrea cubano-statunitense svolgono un ruolo essenziale nella sua scrittura. La sua tesi di dottorato (1983), basata sulle ricerche condotte in Spagna settentrionale ha costituito la base per il suo primo libro: The Presence of the Past in a Spanish Village: Santa María del Monte (1986).

## Opere Principali
Translated Woman (1993), è frutto di dieci anni di ricerche in una città rurale del Messico, dove Ruth ha stretto forte amicizia con una fattucchiera, Esperanza Hernandez. Esperanza, che l'autrice presenta come un'eroina femminista, è una donna con un passato drammatico, che dopo aver subito per anni le violenze e i tradimenti del suo ex marito si vendica accecandolo con la magia nera. Esperanza è una donna carica di odio, un odio che provoca la morte precoce dei primi sei dei suoi dodici figli, che la porta a picchiare l'amante di suo marito, a cacciare suo figlio di casa e ripudiarne un altro per avere intrapreso una relazione con l'ex amante di suo zio. Alla fine Esperanza trova la redenzione in un culto spiritista basato sulla figura di Pancho Villa. L'odissea di Esperanza esplora i confini fisici, i margini e i vuoti nella storia di una donna che ha tentato di modellare la propria identità culturale sull'idea del sogno americano. Translated Woman avvalora la tesi che gli studi sulle donne in antropologia sono stati sottovalutati a causa del pregiudizio accademico che li ha da sempre considerati troppo di parte.
The Vulnerable Observer: Anthropology That Breaks Your Heart è stato certamente il suo libro più controverso, nel quale esamina il ruolo che l'esperienza personale svolge nella scrittura etnografica. Il libro narra la storia di come nel 1989, Ruth perde il nonno mentre si trova in un villaggio spagnolo per una ricerca sulle cerimonie funebri. Il senso di colpa per non essere stata al capezzale del nonno conduce Ruth Behar all'idea dell'etnografo non più come un osservatore partecipante semi-distaccato, bensì come un 'osservatore vulnerabile'. Ruth afferma che la ricerca etnografica dovrebbe rendere esplicito il coinvolgimento emotivo dell'etnografo con il soggetto studiato, criticando duramente l'oggettività convenzionale. La critica suggerisce che la distanza, i modi impersonali di presentare l'oggettività siano incompleti. I sei saggi personali contenuti in The Vulnerable Observer sono infatti esempi di approcci soggettivi.
An Island Called Home: Returning to Jewish Cuba (2007), scava a fondo nel passato di ebrea cubano-statunitense di Ruth Behar. Viaggiando sull'isola, Ruth diventa la confidente di una moltitudine di ebrei cubani e attraverso le loro testimonianze, accompagnate dalle immagini in bianco e nero del fotografo Humberto Mayol, ricostruisce quella rete diasporica che collega tra loro tutti gli ebrei cubani. Le storie hanno inizio nel 1920 con l'arrivo sull'isola di numerosi ebrei dell'Europa dell'est e dei Balcani in fuga dalle persecuzioni e dall'insorgere dei nazionalismi. Questi immigrati si stabilirono principalmente a L'Avana Vecchia, intrapresero diverse attività commerciali e parlarono una lingua a metà tra lo spagnolo e l'yiddish. Con la rivoluzione di Castro, la maggior parte di questi ebrei fu costretta ad emigrare nelle città di Miami e New York, tra questi anche Ruth con la sua famiglia. Ferma sostenitrice del coinvolgimento personale nel lavoro etnografico, l'autrice interroga in questo modo i propri sentimenti e i propri ricordi con il metodo analitico proprio della sua professione.

## Premi
Nel 1988, Ruth Behar è stata la prima donna di origini latine a vincere il MacArthur fellowship.

## Opere principali

### Libri
- The Presence of the Past in a Spanish Village: Santa María del Monte (1986)
- Translated Woman: Crossing the Border with Esperanza's Story (1993; second edition, Beacon Press, 2003 ISBN 978-0-8070-4647-0)
- Bridges to Cuba / Puentes a Cuba, editor, University of Michigan Press, 1995, ISBN 978-0-472-06611-7
- Women Writing Culture Editors Ruth Behar, Deborah A. Gordon, University of California Press, 1995, ISBN 978-0-520-20208-5
- The Vulnerable Observer: Anthropology That Breaks Your Heart, Beacon Press, 1996, ISBN 978-0-8070-4631-9
- An Island Called Home: Returning to Jewish Cuba, Rutgers University Press, 2007, ISBN 978-0-8135-4189-1
- The Portable Island: Cubans at Home in the World, Editors Ruth Behar, Lucía M. Suárez, Macmillan, 2008, ISBN 978-0-230-60477-3

### Film
- Adio Kerida (Goodbye Dear Love): A Cuban-American Woman's Search for Sephardic Memories (2002)